# Hey Girl (I Like Your Style)
"Hey Girl (I Like Your Style)" is een single van de Amerikaanse soul- en R&B-groep The Temptations. Het nummer is, na "Masterpiece" en "Plastic Man", de derde single afkomstig van het album Masterpiece. "Hey Girl (I Like Your Style)" was niet zo'n groot succes op de poplijst, alhoewel het nummer het beter deed dan zijn voorganger, "Plastic Man". De single in kwestie bereikte namelijk de #35 positie op de poplijst. Op de R&B-lijst deed "Hey Girl (I Like Your Style)" het veel beter. Daar haalde het net niet de top van de lijst en bleef het steken op de #2 notering.
Net als alle nummers van het album Masterpiece werd het nummer in kwestie geschreven en geproduceerd door Norman Whitfield. Opvallend aan "Hey Girl (I Like Your Style" was dat het de eerste liefdesballad van de groep was sinds het nummer "It's Summer" uit 1971. Af te lezen aan de notitie op de R&B-lijst was duidelijk dat het Amerikaanse publiek blij was dat The Temptations eindelijk weer eens een ballad opnamen. Daarnaast is opvallend aan het nummer dat de leadzang alleen gezongen wordt door Richard Street. Daardoor is "Hey Girl (I Like Your Style)" het eerste nummer van de groep waar alleen Street op zingt en het eerste nummer sinds "Just My Imagination (Running Away With Me)" uit 1971, waarop Dennis Edwards niet als leadzanger te horen is.
Het onderwerp van "Hey Girl (I Like Your Style)" is dat de verteller tevreden is met de manier waarop zijn geliefde hem liefheeft, omdat hij ook op die manier van haar houdt. Het onderwerp van de B-kant van het nummer, "Ma", is dat van een arme hillbilly moeder. "Ma" was een cover van de band Rare Earth, die net als The Temptations onder contract stond bij Motown, en was ook geschreven door Norman Whitfield. De B-kant staat net als de A-kant op het album "Masterpiece".

## Bezetting
- Lead: Richard Street
- Achtergrond: Damon Harris, Otis Williams, Dennis Edwards en Melvin Franklin
- Instrumentatie: The Funk Brothers
- Schrijver: Norman Whitfield
- Producer: Norman Whitfield
- Arrangeur: Paul Riser